# 로섬 (남극)

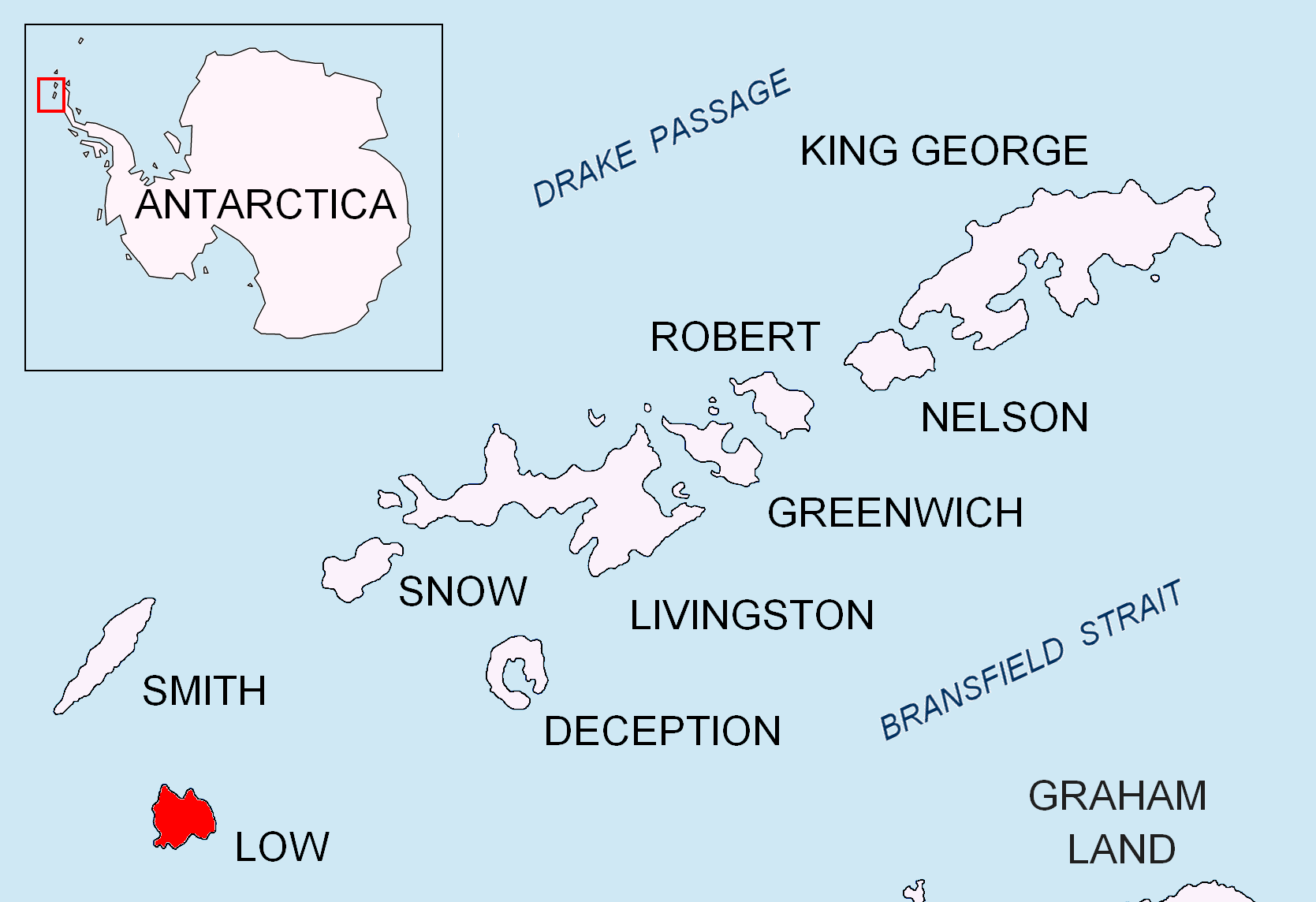
로섬의 위치.

로섬(영어: Low Island)은 사우스셰틀랜드 제도의 섬이다.
로섬은 길이 14km, 폭 8km, 사우스 셰틀랜드 제도의 스미스 섬에서 남동쪽으로 23km 떨어진 섬이다. 이 섬은 63°17′S 62°09′W에 위치하고 있으며 오스마 해협에 의해 스미스섬과 분리되어 있다. 로섬은 해발이 낮아서 붙여진 이름이다. 로섬은 1820년 바다표범들에게 알려졌고, 로섬이는 이름은 100년 동안 국제적으로 사용되었다.
턱끈 펭귄(Chinstrap Penguin)은 저지대 섬의 케이프 게리에서 번식하여 100,000쌍이 넘는 턱끈 펭귄 군락을 섬에서 두 번째로 큰 서식지로 만든다.

## 같이 보기
- 사우스셰틀랜드 제도
- 남극의 영유권 주장 목록